# De la Garma
De la Garma é uma localidade do Partido de Adolfo Gonzales Chaves na Província de Buenos Aires, na Argentina. Sua população estimada em 2001 era de 1.801 habitantes.